# 21e cérémonie des David di Donatello
La 21e cérémonie des David di Donatello s'est déroulée le 24 juillet 1976 au Théâtre de Taormine. 

## Palmarès
- Meilleur film :
  - Cadavres exquis
- Meilleur film étranger :
  - Nashville
- Meilleur acteur :
  - Ugo Tognazzi pour Mes chers amis ex æquo avec
  - Adriano Celentano pour Bluff
- Meilleur acteur étranger :
  - Philippe Noiret pour Le Vieux Fusil ex æquo avec
  - Jack Nicholson pour Vol au-dessus d'un nid de coucou
- Meilleure actrice :
  - Monica Vitti pour Le Canard à l'orange
- Meilleure actrice étrangère :
  - Isabelle Adjani pour L'Histoire d'Adèle H. ex æquo avec
  - Glenda Jackson pour Hedda
- Meilleur réalisateur :
  - Mario Monicelli pour Mes chers amis ex æquo avec
  - Francesco Rosi pour Cadavres exquis
- Meilleur réalisateur étranger :
  - Miloš Forman pour Vol au-dessus d'un nid de coucou
- Meilleur scénario :
  - Alberto Bevilacqua et Nino Manfredi pour Attenti al buffone
- Meilleur musicien :
  - Franco Mannino pour L'Innocent

- David Luchino Visconti
  - Michelangelo Antonioni

- David Europeo
  - Jan Troell

- Plaque d'or :
  - Agostina Belli, pour son interprétation dans La Carrière d'une femme de chambre
  - Martin Bregman et Martin Elfand pour la production de Un après-midi de chien
  - Christian De Sica pour son interprétation dans Giovannino
  - Ennio Lorenzini pour sa réalisation de Quanto è bello lu murire acciso
  - Ornella Muti, pour l'ensemble de ses performances d'actrice
  - Michele Placido pour son interprétation dans La Marche triomphale
  - Sydney Pollack pour sa réalisation de Les Trois Jours du Condor
  - Fulvio Frizzi